# جبل أوليمبوس (قبرص)
جبل أوليمبوس (بالإنجليزية: Mount Olympus or Chionistra)‏ هو جبل يقع في سلسلة جبال ترودوس في قبرص يصل ارتفاعه إلى 1952 مترًا فوق مستوى سطح البحر، ويعتبر أعلى قمة في قبرص. ذكر المؤرخ سترابو وجود معبد لأفروديت فيه، حيث تم منع النساء من الوصول إليه. ويعتبر موقع سياحي وتتم فيه ممارسة رياضات التزلج في الشتاء.